# Верје
Верје  (словен. Verje је насеље на левој обали реке Саве у општини Медводе која припада покрајини Горењска у Словенији.
Насеље се налазе на надморској висини 319,5 м површине 1,31 км². Приликом пописа становништва 2002. године Верје је имало 514 становника

## Културна баштина
У насељу се налази археолошко налазиште из старијег железног доба